# Antelminelli

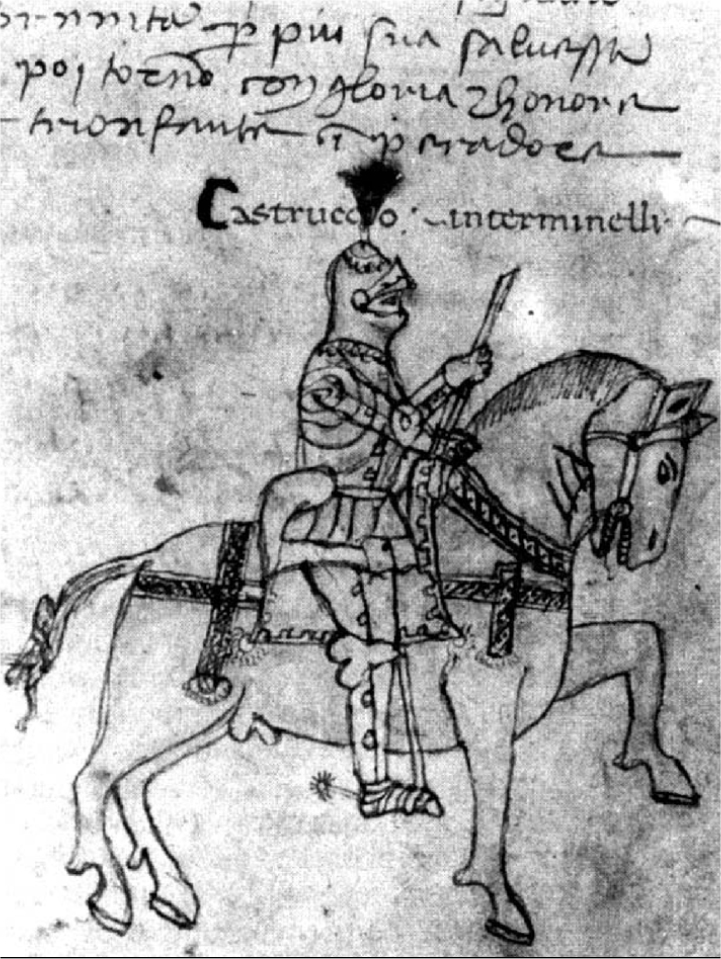
Castruccio Antelminelli, Duca di Lucca, (Biblioteca Statale di Lucca, Ms. 1661, f.82r)

Antelminelli era una nobile famiglia lucchese ghibellina, che venne coinvolta nella lotta tra i partiti guelfi e ghibellini in Toscana.
Nell'850 la famiglia si divise in diversi rami: dei Savarigi, dei Mugi, dei Pargi, dei Gonnelli, dei Bovi, dei Castracani, dei Mezzolombardi, mantenendo però sempre il principale degli Antelminelli.

## Storia e membri principali
- Rogerio Antelminelli (XIII secolo), conte palatino
- Rogerio Antelminelli (XIV secolo), conte palatino
- Il capo della famiglia nel XIII secolo fu Castruccio Castracani degli Antelminelli, famoso condottiero ghibellino. Servendo sotto il capo ghibellino Uguccione della Faggiuola, fu eletto signore (come console permanente) di Lucca il 12 giugno 1316, destituendo la famiglia Quartigiani e fu nominato duca di Lucca, Pistoia, Volterra e Luni dall'imperatore Federico d'Austria. Nella generazione successiva il potere della famiglia crollò a seguito del successo generale dei guelfi.
- Arrigo Castracani degli Antelminelli (1304-1357), figlio primogenito di Castruccio e uomo d'armi.[2]
- Discendente di Castruccio fu Alessandro, avventuriero condannato a morte in contumacia per alto tradimento e braccato dalla Repubblica di Lucca per tutta Europa.